# تیا لئونی
الیزابت تیا پانتالئونی (انگلیسی: Elizabeth Téa Pantaleoni؛ ‎/ˈteɪ.ə leɪˈoʊni/‎، زاده ۲۵ فوریه ۱۹۶۶ در نیویورک) معروف به تیا لئونی، بازیگر اهل ایالات متحده آمریکا است. وی بیشتر به خاطر بازی در نقش‌های اصلی فیلم‌هایی مانند پسران بد (۱۹۹۵)، تأثیر عمیق (۱۹۹۸)، مرد خانواده (۲۰۰۰)، پارک ژوراسیک ۳ (۲۰۰۱)، اسپنگلیش (۲۰۰۴)، و شوخی با دیک و جین (۲۰۰۵) مشهور است.

## بخشی از فیلم‌شناسی
- خانم وزیر مجموعه تلویزیونی (۲۰۱۵)
- فریژر مجموعه تلویزیونی (۱۹۹۵)
- کلید (۱۹۹۱)
- وایات ارپ (۱۹۹۴)
- پسران بد (۱۹۹۵)
- لاس زدن با فاجعه (۱۹۹۶)
- تأثیر عمیق (۱۹۹۸)
- مرد خانواده (۲۰۰۰)
- پرونده‌های ایکس (۲۰۰۰)
- پارک ژوراسیک ۳ (۲۰۰۱)
- مردمی که من می‌شناسم (۲۰۰۲)
- پایان هالیوودی (۲۰۰۲)
- خانه دی (۲۰۰۴)
- اسپنگلیش (۲۰۰۴)
- شوخی با دیک و جین (۲۰۰۵)
- تو منو کشتی (۲۰۰۷)
- شهر متروکه (۲۰۰۸)
- سرقت از برج (۲۰۱۱)
- لیگ خودشان (۱۹۹۲)